# Medzev

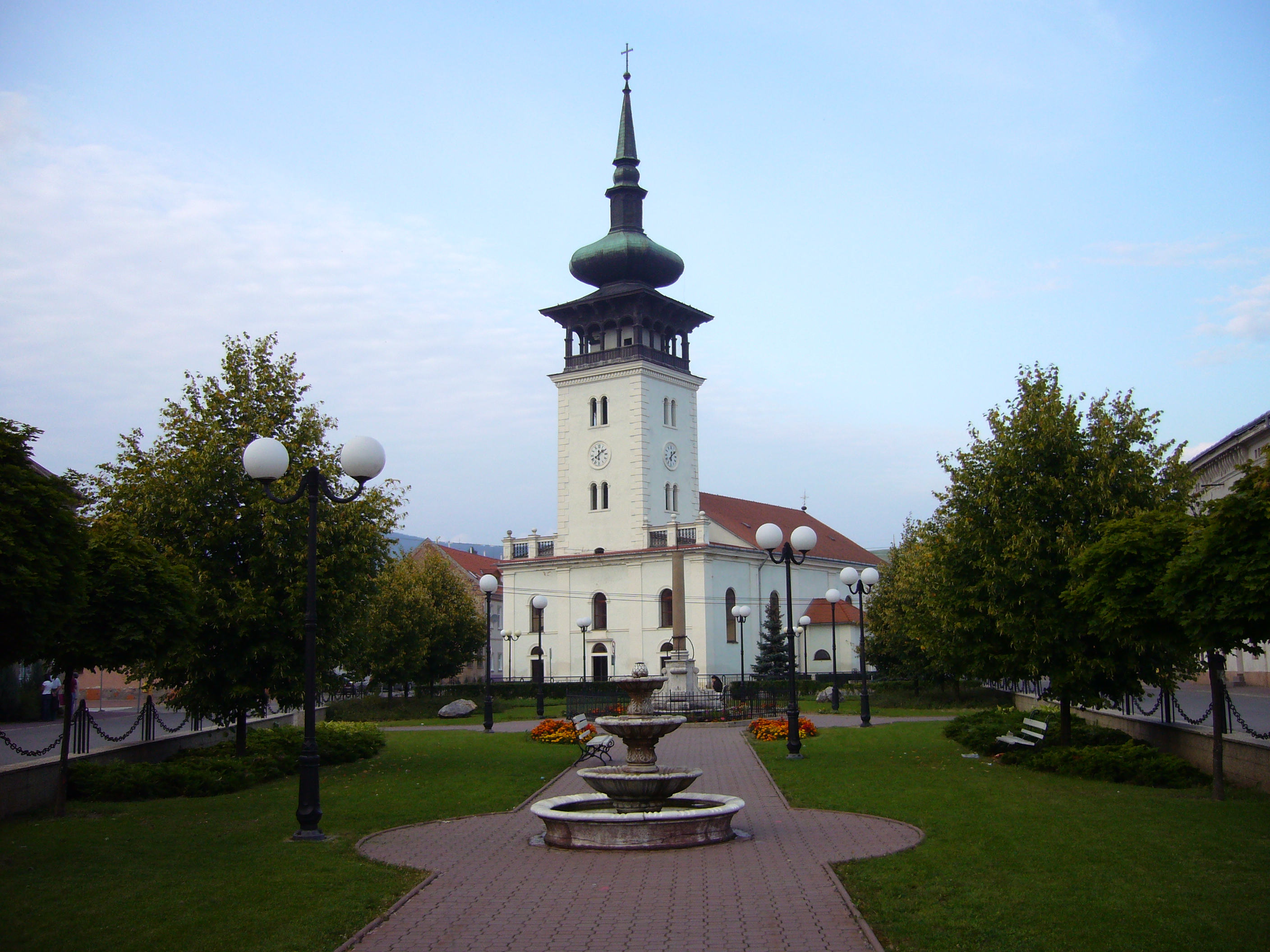
Una iglesia de Medzev.

Medzev es una ciudad pequeña ubicada en la parte este de Eslovaquia, en el valle del río Bodva. Medzev contaba con 4261 habitantes en el año 2011.
La ciudad fue fundada por los inmigrantes alemanes que fueron llevados en el siglo XIII por el rey húngaro Béla IV. La primera mención escrita de la ciudad es del año 1272. La mayor parte de los habitantes habla un dialecto alemán muy específico.  
Sobre el origen del nombre de la ciudad existen muchas leyendas. Una de ellas narra la historia de una mujer llamada Metzen que salvó a los pobladores de un dragón aterrador que devoraba a las vírgenes jóvenes. Metzen fabricó una muñeca de plomo, y la vistió; el dragón, después de comerse la muñeca, murió. En muestra de agradecimiento, los habitantes de la zona nombraron su pueblo Metzenseifen, o sea, Medzev.
Los habitantes se ganaron la vida con la agricultura, la minería y la metalurgia. Relabraron los metales en una fragua específica, que utilizaba la energía hidráulica, llamada «hámor». El nombre proviene de la palabra alemana «Hammer», que significa «martillo». Uno de estos talleres se utiliza hoy en día como museo. En la actualidad, Medzev es famoso no solo por la fabricación de utensilios forjados (como, por ejemplo, palas, azadones, etc.), sino también por la de productos decorativos. 
Otros monumentos históricos son la iglesia gótica del nacimiento de la Virgen María del siglo XV que fue remodelada  al estilo barroco en el siglo XVIII y la Columna Mariana del siglo XVIII. También es interesante visitar el Museo Cinematográfico de la familia Schuster o el observatorio.
Medzev está rodeado por una naturaleza intacta que es ideal para el turismo. Los valles en los alrededores son preciosos oasis del silencio llenos de riquezas naturales.

## Demografía
| Año        | 1994 | 2004    | 2014     | 2024    |
| ---------- | ---- | ------- | -------- | ------- |
| Población  | 4027 | 3759    | 4358     | 4166    |
| Diferencia |      | −6,65 % | +15,93 % | −4,40 % |

| Año        | 2023 | 2024    |
| ---------- | ---- | ------- |
| Población  | 4124 | 4166    |
| Diferencia |      | +1,01 % |